# Tour de France 2012
Die Tour de France 2012 war die 99. Austragung des wichtigsten Etappen-Radrennens der Welt. Sie begann am 30. Juni 2012 – wie schon 2004 – in Lüttich und endete am 22. Juli 2012 traditionsgemäß auf der Avenue des Champs-Élysées in Paris. Es siegte der Brite Bradley Wiggins, der Vorjahres-Sieger Cadel Evans wurde Siebter des Gesamtklassements. Das Grüne Trikot gewann bei seiner ersten Teilnahme überlegen der Slowake Peter Sagan.
Die ersten drei Etappen wurden komplett in Belgien gefahren, erst danach führte die Tour ins Heimatland. Anders als im Jahr zuvor begann die Rundfahrt wieder mit einem kurzen Zeitfahren, einem Prolog.
Nach 24 Jahren Abstinenz von der Tour de France löste Le Coq Sportif nun Nike als Wertungstrikotausrüster ab. Ebenso wird Le Coq Sportif andere Rennen der ASO ausrüsten (Paris–Nizza, Critérium du Dauphiné, Paris–Roubaix usw.).
ARD und ZDF hatten im Februar 2011 angekündigt, die Tour de France 2012 nicht mehr zu übertragen. Die Begründung dazu lautete, dass die langen Liveübertragungen aufgrund der Dopingproblematik nicht mehr die gewünschte Zuschauerakzeptanz fänden. Die Übertragung in Deutschland erfolgte daher ausschließlich über den Sender Eurosport. In der Schweiz wurde die Rundfahrt mit deutschem (SF2), französischem (RTS un) und italienischem (RSI LA 2) Kommentar übertragen.

## Ausgangslage

### Teilnehmerfeld
An der Tour de France 2012 nahmen wie üblich 22 Teams mit jeweils 9 Fahrern teil. Startberechtigt waren die 18 ProTeams. Zudem vergab der Organisator ASO vier Wildcards an Professional Continental Teams, nämlich an Team Argos-Shimano, Cofidis, le Crédit en Ligne, Team Europcar und Saur-Sojasun. Die 198 Fahrer stammten aus 31 Nationen, darunter Deutschland mit 13, Österreich mit einem sowie die Schweiz mit drei Startern. Frankreich stellte mit 43 Fahrern – wie seit Jahren – das größte nationale Kontingent, gefolgt von Spanien mit 21 sowie den Niederlanden mit 18 Fahrern.
Mit 40 Jahren war Jens Voigt (RSN) der älteste Starter der Tour de France 2012. Jüngster Teilnehmer war der Franzose Thibaut Pinot (FDJ) mit 22 Jahren. Der US-Amerikaner George Hincapie (BMC) war mit seinem 17. Tour-Start der Fahrer, der die meisten Teilnahmen an der Tour de France in ihrer Geschichte vorweisen kann. Er verdrängte damit den Niederländer Joop Zoetemelk, der auf 16 Teilnahmen kam. In die Nachwuchswertung fielen in diesem Jahr alle Fahrer ab Jahrgang 1987, insgesamt waren es zum Start der Tour 23, was etwa ein Zehntel des Pelotons ausmachte und damit unter dem Wert der letzten Jahre lag.
Eine detaillierte Starterliste mit einem Überblick über die Nationalitäten, Erfolge und Ausstiege der einzelnen Fahrer und Teams während der Tour de France 2012 findet sich auf der separaten Seite → Fahrerfeld 2012.
| ProTeams AG2R La Mondiale (ALM) Astana Pro Team (AST) BMC Racing Team (BMC) Euskaltel-Euskadi (EUS) FDJ-Big Mat (FDJ) Garmin-Sharp (GRS) Orica GreenEdge (OGE) Katusha Team (KAT) Lampre-ISD (LAM) | Liquigas-Cannondale (LIQ) Lotto Belisol Team (LTB) Movistar (MOV) Omega Pharma-Quick Step (OPQ) Rabobank Cycling Team (RAB) RadioShack-Nissan (RNT) Sky ProCycling (SKY) Team Saxo Bank-Tinkoff Bank (STB) Vacansoleil-DCM (VCD) |  |
| Professional Continental Teams Team Argos-Shimano (ARG) Cofidis, le Crédit en Ligne (COF) | Team Europcar (EUC) Saur-Sojasun (SAU) |  |

### Favoriten

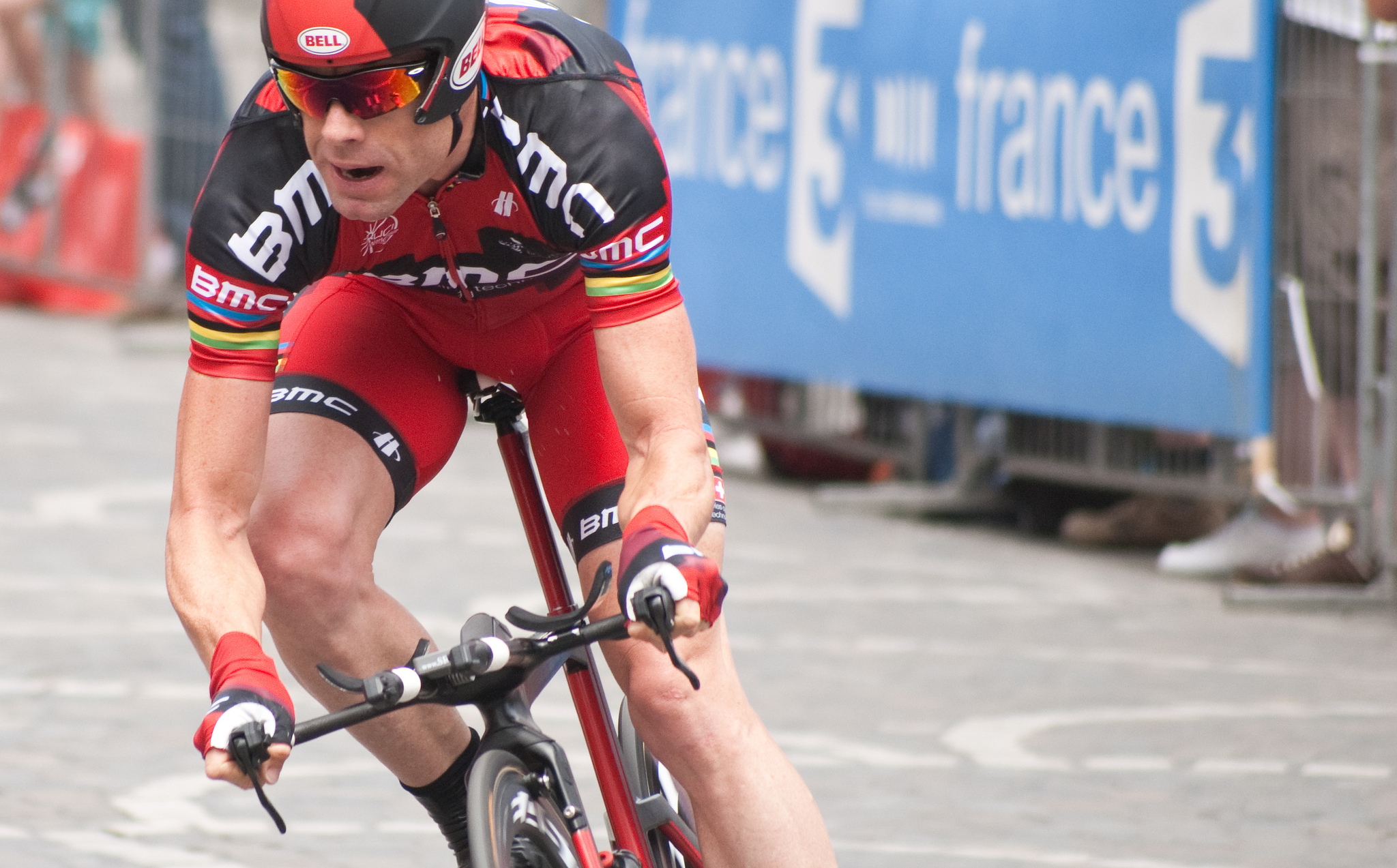
Vorjahressieger Cadel Evans

In der Tour de France 2012 wurden rund 100 Kilometer als Einzelzeitfahren ausgetragen. Folglich wurden den starken Zeitfahrern die größten Chancen auf einen Toursieg eingeräumt. Dazu zählten im Vorfeld der Tour vor allem der Vorjahressieger Cadel Evans sowie der Brite Bradley Wiggins. Der scheinbar größte Konkurrent der beiden Fahrer, Vorjahreszweiter und Sieger der Tour de France 2010, Andy Schleck, fiel verletzungsbedingt aus. Des Weiteren werden dessen Bruder Fränk Schleck, Denis Menschow und Andreas Klöden sowie Jurgen Van Den Broeck als mögliche Top-10-Fahrer genannt. Auch dem Sieger des Giro d’Italia 2012, Ryder Hesjedal, sowie dem italienischen Altstar Ivan Basso wurde von manchen Experten der Sieg zugetraut. Zum Kreis der erweiterten Favoriten für Topplatzierungen zählten Janez Brajkovič, Pierre Rolland, Samuel Sánchez, Vincenzo Nibali, Michele Scarponi, Rein Taaramäe, Jean-Christophe Péraud, Alejandro Valverde, Robert Gesink und Jelle Vanendert.
Der Topanwärter auf das Grüne Trikot des Punktbesten war Mark Cavendish, der die Sprintentscheidungen in den vorhergehenden Jahren dominiert und im Vorjahr die Wertung gewonnen hatte. Neben ihm wurden vor allem Peter Sagan, André Greipel, Tyler Farrar, Óscar Freire und gerade für anspruchsvolle Sprintankünfte auch Edvald Boasson Hagen genannt. Des Weiteren galten Mark Renshaw, Robert Hunter und Alessandro Petacchi als aussichtsreiche Kandidaten auf einen Sprintsieg.
Die Bergwertung schien zu Tourbeginn erneut relativ offen zu sein. Favoriten für das Gepunktete Trikot waren neben einigen der Gesamtklassement-Fahrer, beispielsweise Samuel Sánchez, der das Gepunktete Trikot im Jahr 2011 gewonnen hatte, angriffslustige Rennfahrer wie Johnny Hoogerland, Jérémy Roy, Jelle Vanendert oder Altmeister Sylvain Chavanel. Auch dem Niederländer Robert Gesink wurde des Öfteren der Gewinn des Gepunkteten Trikots zugetraut.
Im Nachwuchsbereich sprach man Tejay van Garderen, Edvald Boasson Hagen und Rein Taaramäe die besten Chancen zu, das Weiße Trikot des besten Nachwuchsfahrers zu gewinnen. Auch der Slowake Peter Sagan zählte hier zum Anwärterkreis.
Für die drei Einzelzeitfahren galten der Schweizer Fabian Cancellara und der Deutsche Tony Martin als aussichtsreichste Kandidaten, ebenso einige der Tourfavoriten wie Cadel Evans, Bradley Wiggins, Denis Menschow oder Andreas Klöden sowie Edvald Boasson Hagen, David Millar und David Zabriskie.

## Tourverlauf

### Etappen
Der Etappenplan wurde am 18. Oktober 2011 offiziell vorgestellt. Aufgrund eines Versehens war er jedoch bereits am 10. Oktober auf der Website der Amaury Sport Organisation für kurze Zeit zu sehen.
| Etappe | Datum    | Strecke                                     | Typ               | km    | Etappensieger      | Kämpferischster Fahrer |
| ------ | -------- | ------------------------------------------- | ----------------- | ----- | ------------------ | ---------------------- |
| Prolog | 30. Juni | Lüttich (BEL) – Lüttich                     | Einzelzeitfahren  | 06,4  | Fabian Cancellara  | nicht vergeben         |
| 1      | 01. Juli | Lüttich – Seraing (BEL)                     | Flachetappe       | 198   | Peter Sagan        | Nicolas Edet           |
| 2      | 02. Juli | Visé (BEL) – Tournai (BEL)                  | Flachetappe       | 207,5 | Mark Cavendish     | Anthony Roux           |
| 3      | 03. Juli | Orchies – Boulogne-sur-Mer                  | Bergige Etappe    | 197   | Peter Sagan        | Michael Mørkøv         |
| 4      | 04. Juli | Abbeville – Rouen                           | Flachetappe       | 214,5 | André Greipel      | Yukiya Arashiro        |
| 5      | 05. Juli | Rouen – Saint-Quentin                       | Flachetappe       | 196,5 | André Greipel      | Matthieu Ladagnous     |
| 6      | 06. Juli | Épernay – Metz                              | Flachetappe       | 205   | Peter Sagan        | David Zabriskie        |
| 7      | 07. Juli | Tomblaine – Planche des Belles Filles       | Bergige Etappe    | 199   | Chris Froome       | Luis León Sánchez      |
| 8      | 08. Juli | Belfort – Porrentruy (SUI)                  | Bergige Etappe    | 157,5 | Thibaut Pinot      | Fredrik Kessiakoff     |
| 9      | 09. Juli | Arc-et-Senans – Besançon                    | Einzelzeitfahren  | 041,5 | Bradley Wiggins    | nicht vergeben         |
| R      | 10. Juli | 1. Ruhetag                                  | Ruhetag           |       |                    |                        |
| 10     | 11. Juli | Mâcon – Bellegarde-sur-Valserine            | Hochgebirgsetappe | 194,5 | Thomas Voeckler    | Thomas Voeckler        |
| 11     | 12. Juli | Albertville – Fontcouverte-la-Toussuire     | Hochgebirgsetappe | 148   | Pierre Rolland     | Pierre Rolland         |
| 12     | 13. Juli | Saint-Jean-de-Maurienne – Annonay-Davézieux | Bergige Etappe    | 226   | David Millar       | Robert Kišerlovski     |
| 13     | 14. Juli | Saint-Paul-Trois-Châteaux – Cap d’Agde      | Flachetappe       | 217   | André Greipel      | Michael Mørkøv         |
| 14     | 15. Juli | Limoux – Foix                               | Hochgebirgsetappe | 191   | Luis León Sánchez  | Peter Sagan            |
| 15     | 16. Juli | Samatan – Pau                               | Flachetappe       | 158,5 | Pierrick Fédrigo   | Nicki Sørensen         |
| R      | 17. Juli | 2. Ruhetag                                  | Ruhetag           |       |                    |                        |
| 16     | 18. Juli | Pau – Bagnères-de-Luchon                    | Hochgebirgsetappe | 197   | Thomas Voeckler    | Thomas Voeckler        |
| 17     | 19. Juli | Bagnères-de-Luchon – Peyragudes             | Hochgebirgsetappe | 143,5 | Alejandro Valverde | Alejandro Valverde     |
| 18     | 20. Juli | Blagnac – Brive-la-Gaillarde                | Flachetappe       | 222,5 | Mark Cavendish     | Alexander Winokurow    |
| 19     | 21. Juli | Bonneval – Chartres                         | Einzelzeitfahren  | 053,5 | Bradley Wiggins    | nicht vergeben         |
| 20     | 22. Juli | Rambouillet – Paris, Champs-Elysées         | Flachetappe       | 120   | Mark Cavendish     | nicht vergeben         |

### Erste Woche

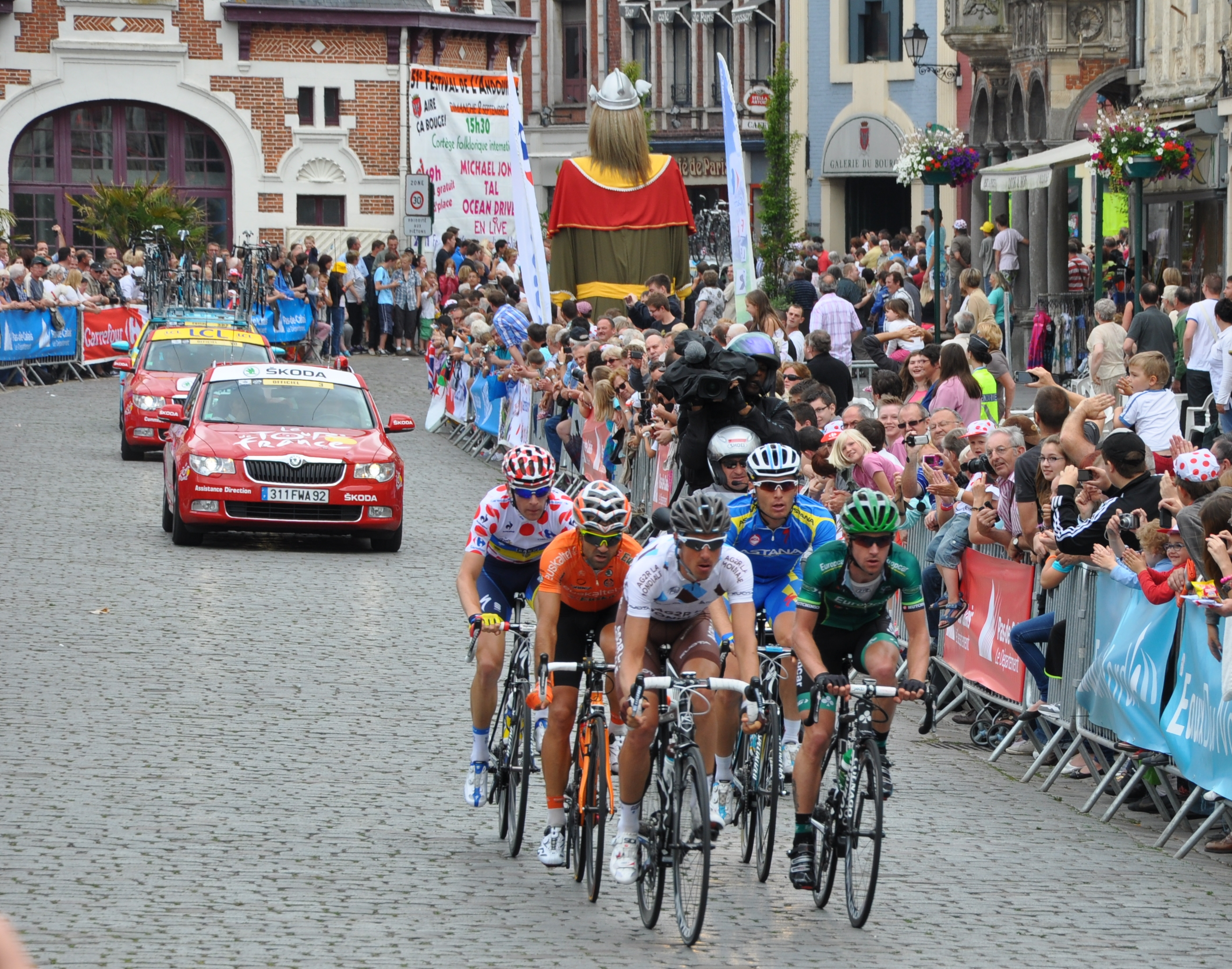
Die Ausreißergruppe während der 3. Etappe

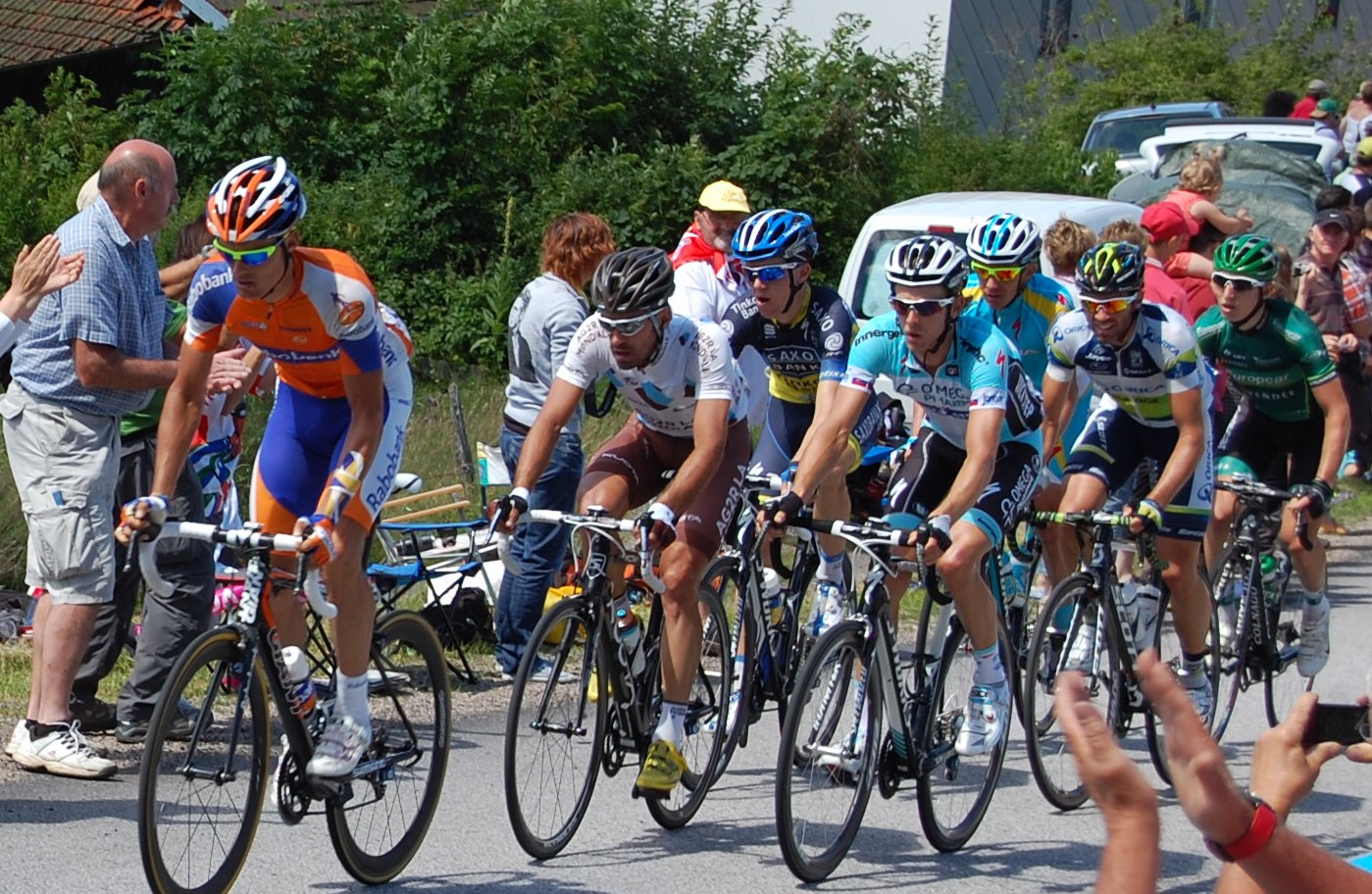
Eine Fluchtgruppe am Col de Grosse Pierre während der 7. Etappe

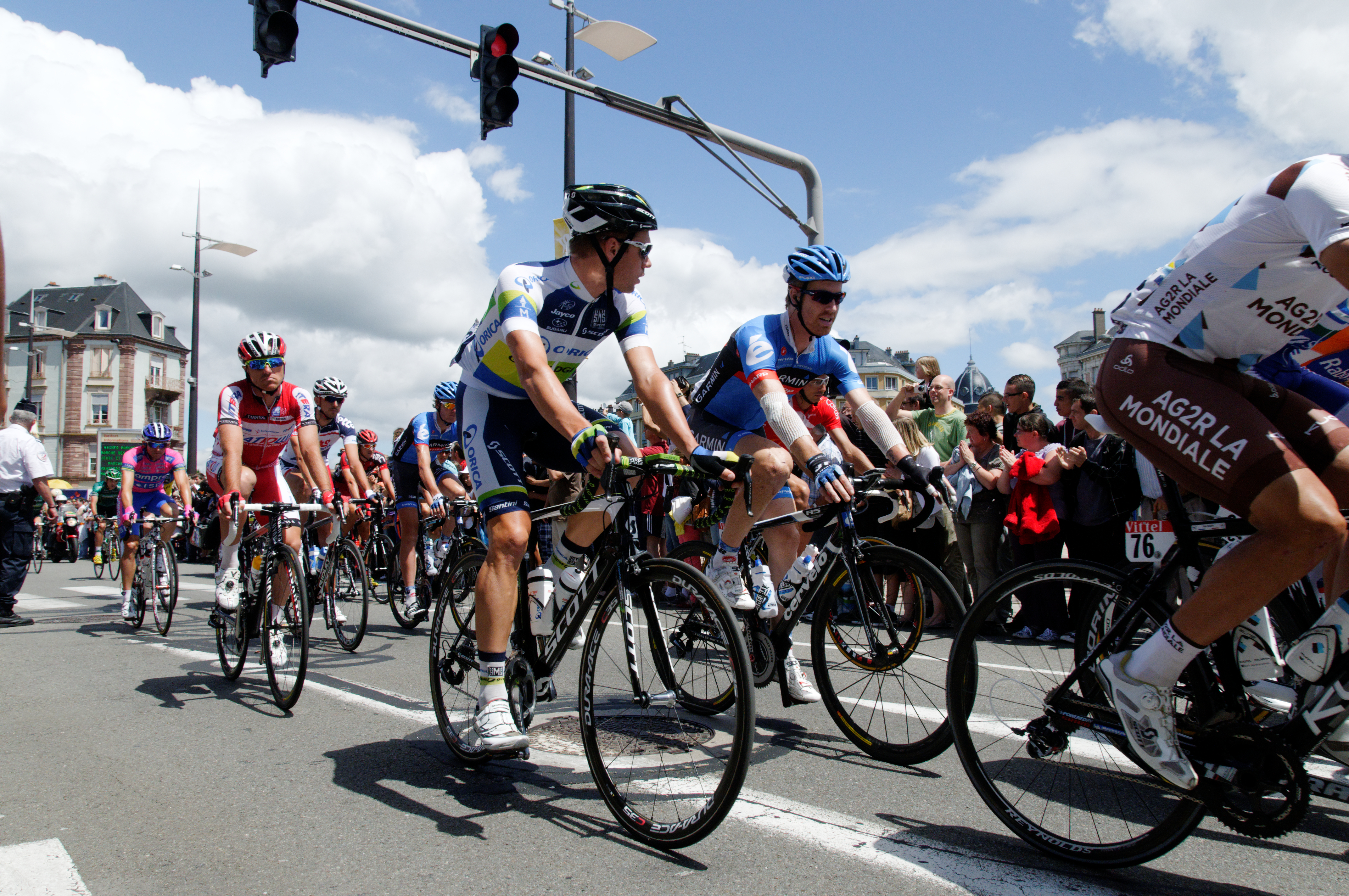
Das Hauptfeld in Belfort während der 8. Etappe

Den Prolog gewann der mehrmalige Einzelzeitfahr-Weltmeister Fabian Cancellara. Er durfte damit als Erster das Gelbe Trikot der Tour de France 2012 tragen. In der Punktewertung lag er ebenfalls vorn, weil es beim Prolog nur für die Zielankunft Sprintpunkte gab und er als Sieger folglich die meisten Punkte erhielt. Da Cancellara damit Träger zweier Trikots war, trug Bradley Wiggins, der in der Punktwertung an zweiter Stelle lag, das Grüne Trikot des besten Sprinters. In das weiße Trikot des besten Nachwuchsfahrers fuhr der US-Amerikaner Tejay van Garderen. Schnellstes Team war am Ende des Prolog das Team Sky. Das Gepunktete Trikot wurde nicht vergeben.
Die folgenden sechs Etappen waren im Profil überwiegend flach und wurden deshalb bei der Zielankunft von den Sprintern im Fahrerfeld dominiert. Die zwischenzeitlich gebildeten Ausreißergruppen wurden jedes Mal durch die Tempoarbeit der Sprinterteams vor dem Ziel wieder eingeholt. Aus solch einer Fluchtgruppe heraus holte der Däne Michael Mørkøv in der ersten Etappe die meisten Bergpunkte und fuhr damit in das Trikot des besten Bergfahrers. Auch in den beiden folgenden Etappen war Mørkøv in Ausreißergruppen vertreten und konnte sich dadurch insgesamt neun Punkte in der Bergwertung sichern.
Der Slowake Peter Sagan schaffte bei seiner ersten Tour-Teilnahme gleich seinen ersten Etappenerfolg. Dadurch rückte er zunächst auf den zweiten Platz der Punktewertung. Ein sechster Platz in der zweiten Etappe genügte ihm, um das Grüne Trikot von Fabian Cancellara zu übernehmen. Die Etappe gewann der fünfmalige Etappensieger der letztjährigen Tour, Mark Cavendish. Sagan gewann auch die dritte und die sechste Tour-Etappe und sicherte damit seine Führung in der Punktewertung. Der deutsche André Greipel konnte zwei Etappen hintereinander für sich entscheiden und rückte auf den dritten Platz der Punktewertung vor.
Nach der dritten Etappe erhielt Fabian Cancellara zum 27. Mal das Gelbe Trikot des Gesamtführenden. Er war damit der Fahrer, der das maillot jaune am häufigsten getragen hat, ohne dabei die Tour zu gewinnen.
In den anderen Wertungen kam es bis dahin kaum zu Verschiebungen. Während der dritten Etappe mussten Kanstanzin Siuzou und José Joaquín Rojas aufgrund eines Sturzes als erste Fahrer die Tour vorzeitig beenden. Während der sechsten Etappe kam es zu einem Massensturz, der das Peloton in zwei Gruppen teilte. Das führte dazu, dass namhafte Fahrer wie Edvald Boasson Hagen und Ryder Hesjedal in der Gesamtwertung zurückfielen. Letzterer trat in der folgenden siebten Etappe nicht mehr an. Insgesamt beendeten zwölf Fahrer aufgrund des Sturzes während der sechsten Etappe die Tour de France 2012 vorzeitig, darunter der Vorjahres-Achte Tom Danielson.
Die erste Tourwoche endete mit zwei bergigen Etappen. Die siebte Etappe hatte die erste Bergankunft der Tour 2012, die von dem Briten Chris Froome vor Cadel Evans und Bradley Wiggins gewonnen wurde. Wiggins übernahm die Führung in der Gesamtwertung, da Cancellara mit fast zwei Minuten Rückstand auf ihn das Ziel erreichte. Auch der im weißen Trikot fahrende van Garderen fiel zurück und musste die Führung in dieser Wertung an den Esten Rein Taaramäe abgeben. Froome erhielt durch den Sieg in der Bergankunft 20 Bergpunkte und löste damit Michael Mørkøv als Träger des Gepunkteten Trikots ab.
Die achte Etappe gewann der jüngste Fahrer im Feld, der Franzose Thibaut Pinot vor den Favoriten. In einer Fluchtaktion hatte Fredrik Kessiakoff zuvor 21 Bergpunkte gesammelt, genug, um Chris Froome das Gepunktete Trikot abzunehmen. In der Teamwertung lag nun RadioShack-Nissan vorn. Am Ende der ersten Tourwoche lag Bradley Wiggins vor dem Australier Cadel Evans, dem Italiener Vincenzo Nibali, dem Russen Denis Menschow und dem Spanier Haimar Zubeldia. Diese Fahrer hatten alle weniger als eine Minute Rückstand auf den führenden Fahrer Wiggins. Auf den Plätzen sechs bis zehn lagen Chris Froome, Maxime Monfort, Jurgen Van Den Broeck, Nicolas Roche und Rein Taaramäe.

### Zweite Woche

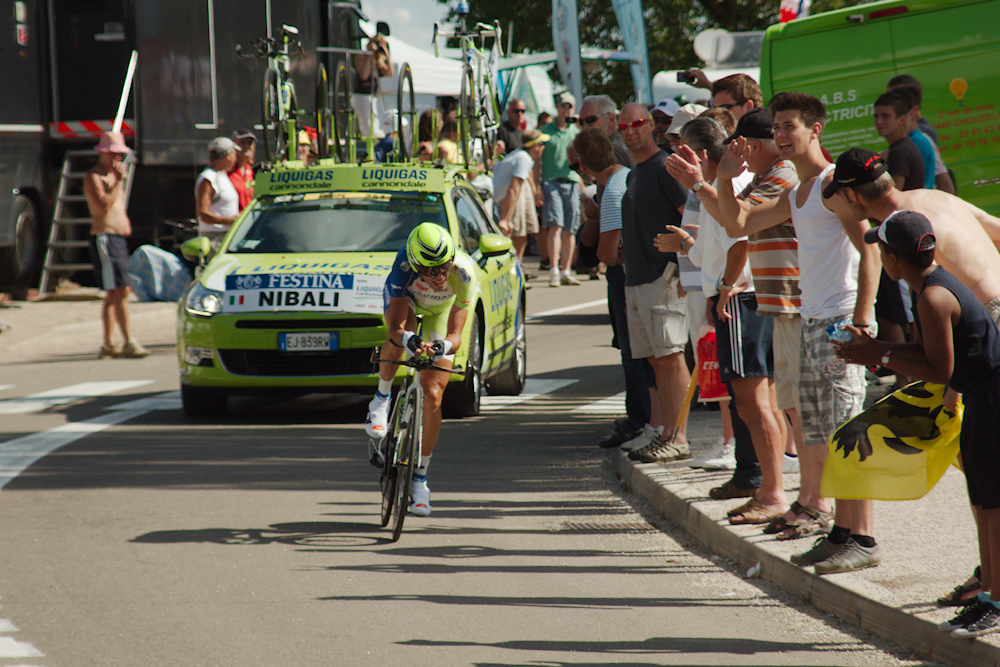
Vincenzo Nibali während des Einzelzeitfahrens (9. Etappe)

Hochgebirgsetappe von Albertville nach La Toussuire (11. Etappe)

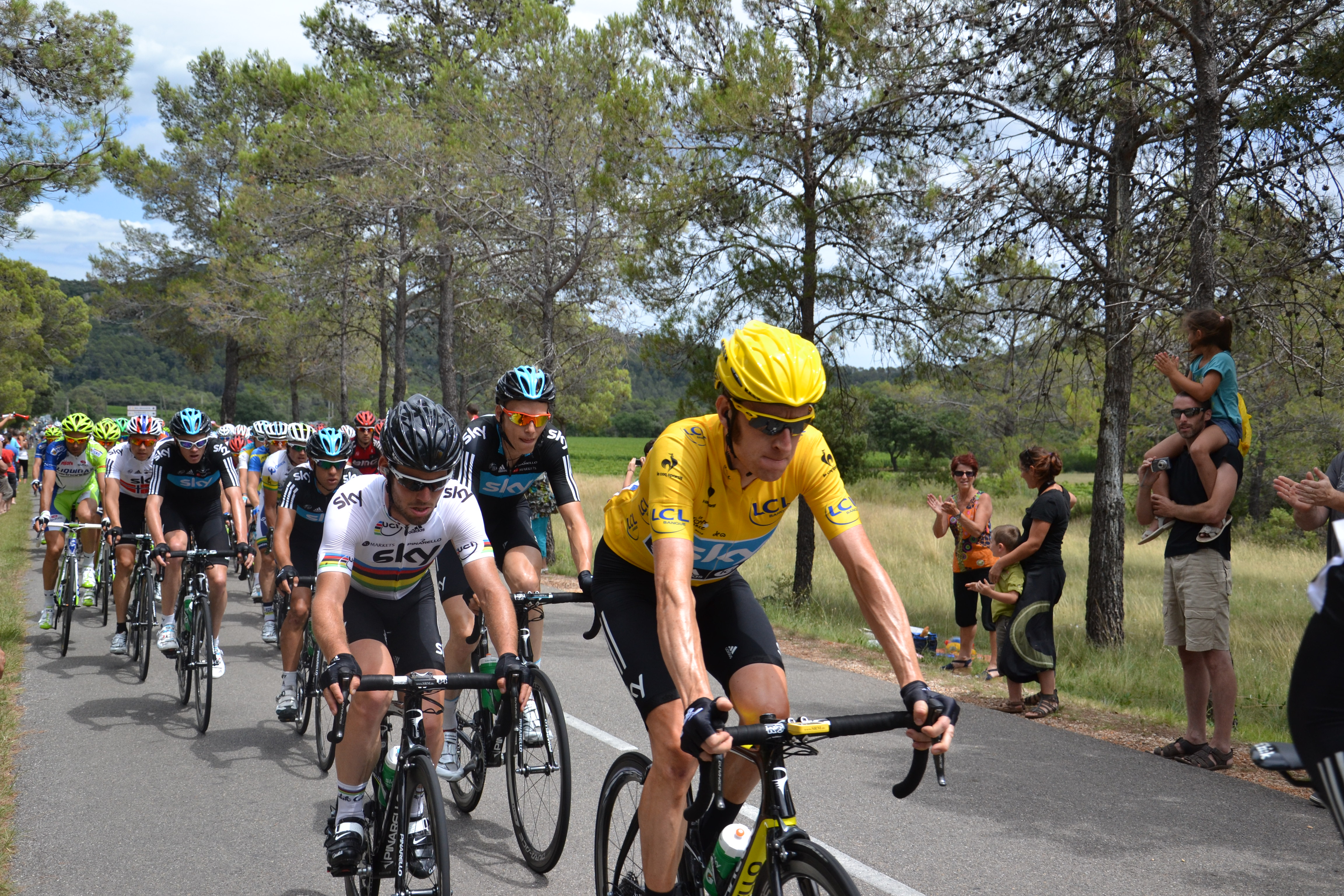
Der Gesamtführende Bradley Wiggins an der Spitze des Pelotons (13. Etappe)

Am Anfang der zweiten Tourwoche stand wieder ein Einzelzeitfahren auf dem Programm, das von dem Gesamtführenden Bradley Wiggins gewonnen wurde. Dieser konnte damit seinen Vorsprung auf die Kontrahenten vergrößern. Durch einen vierten Platz am Ende dieser neunten Etappe holte sich Tejay van Garderen das Weiße Trikot von Taaramäe zurück. Ein erster Ruhetag wurde am 10. Juli eingelegt. Der deutsche Radprofi Tony Martin gab bekannt, dass er zur nächsten Etappe wegen eines Sturzes nicht antreten werde. Am Ruhetag kam es zur Verhaftung des französischen Fahrers Rémy Di Gregorio aus der Cofidis-Mannschaft wegen des Verdachts auf Handel mit Dopingmitteln. Er wurde von seinem Team suspendiert und von der Tour ausgeschlossen.
Die folgenden Etappen zehn und elf waren Hochgebirgsetappen. Beide wurden von Ausreißern gewonnen. Am Ende der zehnten Etappe übernahm Thomas Voeckler das Gepunktete Trikot von Kessiakoff, musste es am Folgetag aber gleich wieder an ihn abgeben, da Kessiakoff in einer Ausreißergruppe vertreten war, aus der sich auch der spätere Etappensieger Pierre Rolland löste. Durch eine Tempoverschärfung der Sky-Fahrer Wiggins und Froome musste Titelverteidiger Cadel Evans abreißen lassen und fiel zurück. Alessandro Petacchi und Jurij Kriwzow schieden durch die Überschreitung der Karenzzeit aus der Tour aus. Zudem gaben Fabian Cancellara, Bauke Mollema, Mark Renshaw und drei weitere Fahrer auf. Der als Anwärter auf einen Top-10-Platz gehandelte Robert Gesink trat nicht zur folgenden zwölften Etappe an. Sie gewann aus einer fünfköpfigen Ausreißergruppe heraus der Brite David Millar mit etwa acht Minuten Vorsprung vor dem Hauptfeld. In der 13. Etappe konnte André Greipel seinen dritten Etappensieg bei der Tour de France 2012 feiern und zog damit mit Peter Sagan gleich, der bisher in diesem Jahr ebenfalls drei Etappen gewann.
Die 14. Etappe brachte keine deutlichen Veränderungen in den Klassements. Luis León Sánchez sorgte für den ersten Etappensieg der Spanier im Jahr 2012. In der Gesamtwertung lag Bradley Wiggins vor Chris Froome, Vincenzo Nibali, Cadel Evans und Jurgen van den Broeck, der rund fünf Minuten Rückstand auf Wiggins hatte. Es folgten Haimar Zubeldia, Tejay van Garderen, Janez Brajkovič, Pierre Rolland und Thibaut Pinot auf den Plätzen sechs bis zehn. Die Punktewertung führte Peter Sagan gefolgt von André Greipel und Matthew Goss an. Die meisten Bergpunkte hatte Fredrik Kessiakoff, dahinter Pierre Rolland und Chris Anker Sørensen. In der Nachwuchswertung fuhr Tejay van Garderen im Weißen Trikot, vor Thibaut Pinot und Peter Sagan. In der Teamwertung lag die Mannschaft RadioShack-Nissan vor Sky und BMC.

### Dritte Woche
Mit der 15. Etappe, deren Profil weitgehend flach verlief, begann die dritte Woche der Tour de France. Sie wurde von Ausreißern gewonnen, das Hauptfeld kam mit elf Minuten Rückstand ins Ziel. Nach dem zweiten Ruhetag der Tour am 17. Juli folgten zwei Hochgebirgsetappen durch die Pyrenäen. Alle vier Bergwertungen der 16. Etappe, darunter zwei Wertungen der Hors Catégorie, gewann der Franzose Thomas Voeckler. Er erreichte als erster die Passhöhe des Col du Tourmalet und erhielt dafür den Sonderpreis Souvenir Jacques Goddet. Voeckler konnte dann in Bagnères-de-Luchon auch die Etappe gewinnen und fuhr damit wieder ins Gepunktete Trikot, das er bereits für einen Tag tragen durfte, dann aber an Fredrik Kessiakoff verlor. Dieser lag nun bloß vier Punkte hinter Voeckler und startete während der 17. Etappe und gleichzeitig letzten Hochgebirgsetappe einen Angriff auf das gepunktete Trikot, den Voeckler aber abwehren und seinen Vorsprung in der Bergwertung ausbauen konnte. Die 17. Etappe gewann Alejandro Valverde vor den Favoriten.
Die 18. Etappe der Tour de France 2012 war wieder eine Etappe für die Sprinter im Feld. Eine Fluchtgruppe wurde erst kurz vor dem Ziel vom Peloton eingeholt, den Tagessieg sicherte sich Mark Cavendish vor Matthew Goss und Peter Sagan, dem das Grüne Trikot bereits nicht mehr zu nehmen war. Das letzte Zeitfahren der Tour fand am Samstag, dem 21. Juli 2012 statt. Diese 19. Etappe gewann wieder der in Gelb fahrende Bradley Wiggins. Er hatte bereits das Einzelzeitfahren der 9. Etappe gewonnen und konnte seinen zweiten Tagessieg bei der Tour sowie den Gewinn der Gesamtwertung feiern, da während der letzten Etappe, die an den Champs-Élysées in Paris endet, der Gesamtführende traditionell nicht mehr angegriffen wird.
Mark Cavendish erreichte in der 20. und letzten Etappe von Rambouillet nach Paris seinen dritten Tagessieg der Tour de France 2012 und den vierten Sieg auf den Champs-Élysées hintereinander. Ein kämpferischster Fahrer wurde auf dieser Etappe nicht gewählt; der Däne Chris Anker Sørensen wurde jedoch als kämpferischster Fahrer der gesamten Tour ausgezeichnet.
Mit Bradley Wiggins gewann erstmals ein Brite in der Tour de France. Er siegte mit 3:21 Minuten Vorsprung auf seinen Landsmann und Teamkollegen Chris Froome. Dritter wurde der Italiener Vincenzo Nibali mit 6:19 Minuten Rückstand. Auf den Plätzen vier bis sechs folgten Jurgen Van Den Broeck, Tejay van Garderen und Haimar Zubeldia. Der Vorjahressieger Cadel Evans erreichte Platz sieben, vor dem Franzosen Pierre Rolland, dem Slowenen Janez Brajkovič und Thibaut Pinot aus Frankreich.
Die Punktewertung sicherte sich Peter Sagan aus der Slowakei vor dem Deutschen André Greipel und dem Australier Matthew Harley Goss. Als bester Bergfahrer wurde Thomas Voeckler ausgezeichnet, er gewann das Gepunktete Trikot vor Fredrik Kessiakoff und Chris Anker Sørensen. In der Wertung des besten Nachwuchsfahrers gewann Tejay van Garderen das Weiße Trikot, Zweitbester wurde Thibaut Pinot und auf dem dritten Platz lag Steven Kruijswijk aus den Niederlanden. Die Mannschaftswertung ging an das Team RadioShack-Nissan, gefolgt von Sky ProCycling und dem BMC Racing Team.

### Wertungen im Tourverlauf
Die Tabelle zeigt den Führenden in der jeweiligen Wertung bzw. die Träger der Wertungstrikots oder farbigen Rückennummern am Ende der jeweiligen Etappe an. Eine detailliertere Übersicht über die Platzierungen nach einer Etappe bieten die einzelnen Etappenartikel, die in der ersten Spalte verlinkt sind.
| Etappe | Gesamtwertung     | Punktewertung     | Bergwertung        | Nachwuchswertung   | Teamwertung       |
| ------ | ----------------- | ----------------- | ------------------ | ------------------ | ----------------- |
| Prolog | Fabian Cancellara | Fabian Cancellara | nicht vergeben     | Tejay van Garderen | Sky ProCycling    |
| 1.     | Fabian Cancellara | Fabian Cancellara | Michael Mørkøv     | Tejay van Garderen | Sky ProCycling    |
| 2.     | Fabian Cancellara | Peter Sagan       | Michael Mørkøv     | Tejay van Garderen | Sky ProCycling    |
| 3.     | Fabian Cancellara | Peter Sagan       | Michael Mørkøv     | Tejay van Garderen | Sky ProCycling    |
| 4.     | Fabian Cancellara | Peter Sagan       | Michael Mørkøv     | Tejay van Garderen | Sky ProCycling    |
| 5.     | Fabian Cancellara | Peter Sagan       | Michael Mørkøv     | Tejay van Garderen | Sky ProCycling    |
| 6.     | Fabian Cancellara | Peter Sagan       | Michael Mørkøv     | Tejay van Garderen | Sky ProCycling    |
| 7.     | Bradley Wiggins   | Peter Sagan       | Chris Froome       | Rein Taaramäe      | Sky ProCycling    |
| 8.     | Bradley Wiggins   | Peter Sagan       | Fredrik Kessiakoff | Rein Taaramäe      | RadioShack-Nissan |
| 9.     | Bradley Wiggins   | Peter Sagan       | Fredrik Kessiakoff | Tejay van Garderen | RadioShack-Nissan |
| 10.    | Bradley Wiggins   | Peter Sagan       | Thomas Voeckler    | Tejay van Garderen | RadioShack-Nissan |
| 11.    | Bradley Wiggins   | Peter Sagan       | Fredrik Kessiakoff | Tejay van Garderen | RadioShack-Nissan |
| 12.    | Bradley Wiggins   | Peter Sagan       | Fredrik Kessiakoff | Tejay van Garderen | RadioShack-Nissan |
| 13.    | Bradley Wiggins   | Peter Sagan       | Fredrik Kessiakoff | Tejay van Garderen | RadioShack-Nissan |
| 14.    | Bradley Wiggins   | Peter Sagan       | Fredrik Kessiakoff | Tejay van Garderen | RadioShack-Nissan |
| 15.    | Bradley Wiggins   | Peter Sagan       | Fredrik Kessiakoff | Tejay van Garderen | RadioShack-Nissan |
| 16.    | Bradley Wiggins   | Peter Sagan       | Thomas Voeckler    | Tejay van Garderen | RadioShack-Nissan |
| 17.    | Bradley Wiggins   | Peter Sagan       | Thomas Voeckler    | Tejay van Garderen | RadioShack-Nissan |
| 18.    | Bradley Wiggins   | Peter Sagan       | Thomas Voeckler    | Tejay van Garderen | RadioShack-Nissan |
| 19.    | Bradley Wiggins   | Peter Sagan       | Thomas Voeckler    | Tejay van Garderen | RadioShack-Nissan |
| 20.    | Bradley Wiggins   | Peter Sagan       | Thomas Voeckler    | Tejay van Garderen | RadioShack-Nissan |

Anmerkungen zur Tabelle:
1. ↑  Auf der 1. Etappe trug Bradley Wiggins als Zweiter der Punktewertung das Grüne Trikot, da Fabian Cancellara bereits das Gelbe Trikot trug.
2. ↑  Auf der 2. Etappe trug Peter Sagan als Zweiter der Punktewertung das Grüne Trikot, da Fabian Cancellara bereits das Gelbe Trikot trug.

## Doping
Am 10. Juli 2012 wurde der Franzose Rémy Di Gregorio von der französischen Polizei wegen des Vorwurfs des organisierten Handels mit Dopingmitteln in Marseille verhört. Sein Team Cofidis, Solutions Crédits suspendierte ihn daraufhin. Auch das Mannschaftshotel wurde durchsucht.
Am 17. Juli 2012 gab die UCI bekannt, dass die am 14. Juli genommene Urinprobe des Luxemburger Fränk Schleck vom Team RadioShack-Nissan positiv auf das Diuretikum Xipamid getestet wurde. Diuretika wurden häufig zur Verschleierung von Dopingmitteln benutzt. Sein Team zog ihn aus der Tour zurück.
Am 20. Juli wurde bekannt, dass auch die B-Probe positiv ist.

## Preisgelder
Während der Tour wurden Preisgelder in Höhe von 3.414.246 € ausgeschüttet. Jedes Team erhielt ein Antrittsgeld von 51.243 €.
| Platzierung            | 1.        | 2.        | 3.        | 4.       | 5.       | 6.       | 7.       | 8. Anm. | Täglich |
| ---------------------- | --------- | --------- | --------- | -------- | -------- | -------- | -------- | ------- | ------- |
| Gesamtwertung          | 450.000 € | 200.000 € | 100.000 € | 70.000 € | 50.000 € | 23.000 € | 11.500 € | 7.600 € | 350 €   |
| Punktwertung           | 025.000 € | 015.000 € | 010.000 € | 04.000 € | 03.500 € | 03.000 € | 02.500 € | 2.000 € | 300 €   |
| Bergwertung            | 025.000 € | 015.000 € | 010.000 € | 04.000 € | 03.500 € | 03.000 € | 02.500 € | 2.000 € | 300 €   |
| Nachwuchswertung       | 020.000 € | 015.000 € | 010.000 € | 05.000 € | —        | —        | —        | —       | 300 €   |
| Mannschaftswertung     | 050.000 € | 030.000 € | 020.000 € | 12.000 € | 08.000 € | —        | —        | —       | —       |
| Kämpferischster Fahrer | 020.000 € | —         | —         | —        | —        | —        | —        | —       | —       |

| Platzierung            | 1.      | 2.      | 3.      | Anmerkung                              |
| ---------------------- | ------- | ------- | ------- | -------------------------------------- |
| Etappenwertung         | 8.000 € | 4.000 € | 2.000 € | gestaffelt bis zum 20. Platz (200 €)   |
| Zwischensprints        | 1.500 € | 1.000 € | 0500 €  | 18 Zwischensprints während der Tour    |
| Bergwertung Kat. HC    | 0800 €  | 0450 €  | 0300 €  | 06 Wertungen während der Tour          |
| Bergwertung Kat. 1     | 0650 €  | 0400 €  | 0150 €  | 11 Wertungen während der Tour          |
| Bergwertung Kat. 2     | 0500 €  | 0250 €  | —       | 08 Wertungen während der Tour          |
| Bergwertung Kat. 3     | 0300 €  | —       | —       | 11 Wertungen während der Tour          |
| Bergwertung Kat. 4     | 0200 €  | —       | —       | 23 Wertungen während der Tour          |
| Nachwuchsfahrer        | 0500 €  | —       | —       | Schnellster Nachwuchsfahrer der Etappe |
| Kämpferischster Fahrer | 2.000 € | —       | —       | Ausgenommen Zeitfahren                 |
| Mannschaft             | 2.800 € | —       | —       | Schnellste Mannschaft der Etappe       |

Sonderwertungen:
- Souvenir Jacques Goddet auf dem Col du Tourmalet für den Ersten: 5.000 €
- Souvenir Henri Desgrange auf dem Col de la Croix de Fer für den Ersten: 5.000 €